# Ruciane-Nida
Ruciane-Nida (Duits: Rudczanny-Nieden) is een stad in het Poolse woiwodschap Ermland-Mazurië, gelegen in de powiat Piski. De oppervlakte bedraagt 17,07 km², het inwonertal 4934 (2005).

## Verkeer en vervoer
- Station Ruciane-Nida